# 1349 Бехуана
1349 Бехуана (1349 Bechuana) — астероїд головного поясу, відкритий 13 червня 1934 року.
Тіссеранів параметр щодо Юпітера — 3,207.